# Жуков Микита Сергійович
Мики́та Сергі́йович Жу́ков (нар. 19 березня 1995, Дніпродзержинськ, Дніпропетровська область, Україна) — український футболіст, півзахисник.

## Життєпис
Микита Жуков народився 19 березня 1995 року в місті Дніпродзержинськ Дніпропетровської області. Вихованець ДЮСШ «Інтер» (Дніпро), у складі якого виступав до 2012 року. Із 2012 по 2014 рік виступав у на той час друголіговій дніпродзержинській «Сталі», у футболці якої в чемпіонатах України зіграв 6 поєдинків. У 2014 році також виступав за аматорський «Олімпік» з Петриківки, у складі якого зіграв 4 матчі (2 голи) в кубкових турнірах. Решту сезону 2014/15 провів у складі кременчуцького «Кременя», але у складі команди з Кременчука зіграв лише 2 поєдинки. Перед початком сезону 2015/16 перейшов до складу дебютанта української Прем'єр-ліги «Олександрії», але за головну команду так і не зіграв жодного поєдинку. Натомість виступав за олександрійців у дублювальній команді, за яку зіграв 4 поєдинки. У 2016 році перейшов до аматорського колективу з Харківської області, зачепилівського «Колоса», у складі якого зіграв 5 поєдинків у чемпіонаті Харківської області.
Напередодні початку сезону 2016/17 перейшов до складу петрівського «Інгульця». Але здебільшого Микита виступає у складі фарм-клубів петрівчан — друголігового «Інгульця-2» та аматорського «Інгульця-3». У складі «Інгульця-2» дебютував у матчі третього туру чемпіонату проти «Іллічівця-2». У тому поєдинку Микита вийшов на поле на 75-ій хвилині замість Віталія Колєснікова та допоміг своїй команді здобути перемогу над суперником із рахунком 3:0.
18 вересня 2016 року Микита Жуков дебютував у складі головної команди петрівчан у матчі 10-го туру Першої ліги, у якому зустрічалися «Інгулець» та ФК «Тернопіль». У тому поєдинку Микита вийшов зі стартових хвилин, відіграв повний матч та допоміг своєму клубу перемогти тернополян із рахунком 3:0.
На початку 2017 року відправився на збори з кропивницькою «Зіркою», а згодом перейшов в клуб на правах оренди. У складі «Зірки» 26 лютого 2017 року дебютував у Прем'єр-Лізі України, на 68-й хвилині домашнього матчу проти «Дніпра» замінивши Ігоря Загальського. Влітку 2017 року, після закінчення терміну оренди, повернувся в «Інгулець».
З 2018 року виступає за сімферопольську «Таврію».